# Пазардере
 Пазардере (на турски: Pazardere) е село в Източна Тракия, Турция, Вилает Одрин.

## География
Селото се намира на 17 километра северно от Кешан.

## История
Според статистиката на професор Любомир Милетич в 1913 година в Пазардере живеят 120 гръцки семейства.